# Antocianidină

Structura chimică a cianidinei

Antocianidinele sunt compuși organici și pigmenți comuni la plante, fiind scheletul de bază fără resturi de glucide din antocianine. Structura de bază este cea a cationului flaviliu, care este un ion oxoniu,  iar varietatea acestei clase constă în substituenții de pe nucleele prezente. Culoarea acestora se schimbă de la roșu la mov, albastru și verde-albăstrui, în funcție de pH-ul mediului.
Fac parte din clasa flavonoidelor.

## Clasificare
| Antocianidină | Nucleul de bază (R3 & R4′ = −OH)                 | R3′   | R5′   | R5    | R6  | R7    |
| ------------- | ------------------------------------------------ | ----- | ----- | ----- | --- | ----- |
| Aurantinidină | Basic structure of Anthocyans: The flavio-cation | −H    | −H    | −OH   | −OH | −OH   |
| Capensinidină | Basic structure of Anthocyans: The flavio-cation | −OCH3 | −OCH3 | −OCH3 | −H  | −OH   |
| Cianidină     | Basic structure of Anthocyans: The flavio-cation | −OH   | −H    | −OH   | −H  | −OH   |
| Delfinidină   | Basic structure of Anthocyans: The flavio-cation | −OH   | −OH   | −OH   | −H  | −OH   |
| Europinidină  | Basic structure of Anthocyans: The flavio-cation | −OCH3 | −OH   | −OCH3 | −H  | −OH   |
| Hirsutidină   | Basic structure of Anthocyans: The flavio-cation | −OCH3 | −OCH3 | −OH   | −H  | −OCH3 |
| Malvidină     | Basic structure of Anthocyans: The flavio-cation | −OCH3 | −OCH3 | −OH   | −H  | −OH   |
| Pelargonidină | Basic structure of Anthocyans: The flavio-cation | −H    | −H    | −OH   | −H  | −OH   |
| Peonidină     | Basic structure of Anthocyans: The flavio-cation | −OCH3 | −H    | −OH   | −H  | −OH   |
| Petunidină    | Basic structure of Anthocyans: The flavio-cation | −OH   | −OCH3 | −OH   | −H  | −OH   |
| Pulchellidină | Basic structure of Anthocyans: The flavio-cation | −OH   | −OH   | −OCH3 | −H  | −OH   |
| Rosinidină    | Basic structure of Anthocyans: The flavio-cation | −OCH3 | −H    | −OH   | −H  | −OCH3 |